# 전술 슈팅 게임
전술 슈팅 게임 또는 택티컬 슈터(tactical shooter)는 1인칭 및 3인칭 슈팅 게임의 하위 장르로, 게임플레이에서 전략, 계획 및 전술을 사용하는 것과 관련이 있을 뿐만 아니라 탄도, 정확한 총기 역학, 물리 및 체력, 낮은 킬 시간의 현실적인 시뮬레이션과 관련이 있다. 1980년대 후반으로 거슬러 올라가는 이 장르는 1990년대 후반에 호평을 받은 여러 전술 슈팅 게임이 출시되면서 처음으로 유명해졌다. 이 장르의 인기는 2000년대 후반 다른 유형의 슈팅 게임의 아케이드와 같은 빠른 속도의 액션이 더 두드러지면서 감소했지만, 2010년대 중반 이후 여러 현대 전술의 성공적인 출시로 다시 활성화되었다.